# 上海市人民政府办公厅
上海市人民政府办公厅是协助上海市人民政府领导人处理市政府日常工作的机构。

## 主要职责
- 组织起草审核以市政府或市政府办公厅名义发布的文件
- 就各区县、各部门提出的请示事项提出拟办意见
- 负责市政府会议安排
- 督促各区县、各部门贯彻落实中央文件精神
- 负责人大代表、政协委员提案、议案的督促办理
- 调研收集信息
- 协调大型活动
- 市政府值班工作
- 承担市应急委日常工作，组织编制突发公共事件应急预案
- 负责政府门户网站的信息维护和管理
- 指导、推进市政府系统电子政务工作等。

## 机构设置
内设机构
上海市人民政府办公厅现有11个正式内设机构：
1. 上海市人民政府办公厅秘书处
2. 上海市人民政府督查室（市政府督查室）
3. 上海市人民政府办公厅建议提案处
4. 上海市人民政府办公厅综合处
5. 上海市人民政府办公厅区政处
6. 上海市人民政府办公厅联络处（应急指挥联络处）
7. 上海市人民政府办公厅应急管理协调处
8. 上海市人民政府办公厅信息技术处
9. 上海市人民政府办公厅人事处（老干部工作处）
10. 上海市人民政府办公厅后勤管理处

其他下设机构
另外，上海市人民政府办公厅下设：
- 上海市突发公共事件应急管理委员会办公室